# 대리 키
대리 키(alternate key)는 관계형 데이터베이스의 관계 모델에서 관계의 ‘후보 키’ 중 기본 키로 선정되지 않은 키를 말한다.

## 예제
관계형 데이터베이스에서 직원 관계 변수 (직원 테이블 )이 직원 관계 변수는 ‘사원 번호’, ‘사회 보장 번호’ 등의 특성을 가진다고 한다. 이 경우 ‘사원 번호’와 ‘주민등록번호’는 함께 있는 직원의 고유 식별자 가된다. 따라서 ‘사원 번호’ 혹은 ‘사회 보장 번호’는 모두 기본 키로 사용할 수 있다. 따라서 ‘사원 번호’와 ‘주민등록번호’두 사람은 함께 후보 키이다. 예를 들어, ‘사회 보장 번호’를 기본 키로 선택할 경우, ‘사원 번호’는 대리 키가 된다.
또한 자연 키와 대비되는 대체 키(surrogate key)가 대리 키라고 하는 경우도 있다 (자연 키와 대체 키는 기본 키 절 참조).

## 같이 보기
- 기본 키
- 슈퍼 키
- 후보 키
- 외래 키